# Международная саамская конференция
Международная саамская конференция (англ. Sámi Conference) — международный форум, объединяющий саамов из Норвегии, Швеции, Финляндии и России.
Конференция является высшим руководящим органом Союза саамов и проводится раз в четыре года. Конференция избирает членов Совета саамов и принимает декларацию, в которой изложены приоритеты Совета саамов на четыре года работы.

## История
Первая саамская конференция состоялась в период с 31 августа по 4 сентября 1953 года в Йокмокке на севере Швеции и положила начало международному сотрудничеству саамов для обсуждения актуальных вопросов, стоящих перед малочисленным народом.

## Конференции
| №     | Год  | Страна    | Город       | Основные темы |
| ----- | ---- | --------- | ----------- | --- |
| XXI   | 2017 | Норвегия  | Тронхейм    | Проходила с 9 по 11 февраля и была посвящена 100-летнему юбилею первого собрания, которое проходило в Трондхейме 6 февраля 1917 года. Тема — «Oktasaš Sápmi — A United Sápmi»(«Общая территория Сапми»). Утверждение Дня саамского флага (празднование 29 ноября в день рождения Эльзы Лаулы Ренберг) |
| XX    | 2013 | Россия    | Мурманск    | Проходила со 2 по 4 мая 2013 года. Тема — «Сапми 2053 — Саамская культура и прогрессирующее промышленное развитие» |
| XIX   | 2008 | Финляндия | Рованиеми   | Проходила с 29 по 31 октября. Выступила с инициативой учреждения Дня саамского флага. |
| XVIII | 2004 | Норвегия  | Хоннингсвог | |
| XVII  | 2000 | Швеция    | Кируна      | |
| XVI   | 1996 | Россия    | Мурманск    | |
| XV    | 1992 | Финляндия | Хельсинки   | |
| XIV   | 1989 | Норвегия  | Лаксэльв    | |
| XIII  | 1986 | Швеция    | Оре         | Проходила с 13 по 15 августа. Был принят саамский флаг, автором которого стала художница из Норвегии Астрид Баль (Astrid Bahl). |
| XII   | 1983 | Финляндия | Утсйоки     | |
| XI    | 1980 | Норвегия  | Тромсё      | |
| X     | 1978 | Швеция    | Арьеплуг    | |
| IX    | 1976 | Финляндия | Инари       | |
| VIII  | 1974 | Норвегия  | Сноса       | |
| VII   | 1971 | Швеция    | Елливаре    | |
| VI    | 1968 | Финляндия | Хетта       | |
| V     | 1965 | Норвегия  | Тана        | |
| IV    | 1962 | Швеция    | Кируна      | |
| III   | 1959 | Финляндия | Инари       | |
| II    | 1956 | Норвегия  | Карасйок    | |
| I     | 1953 | Швеция    | Йокмокк     | Проходила с 31 августа по 3 сентября. |